# Francis Gago
Francis del Valle Gago Aponte (Maturín, 1973) conocida como Francis Gago es una modelo y ex-reina de belleza venezolana que participaría en el Miss Venezuela obteniendo la posición de "Miss World Venezuela" y ganaría posteriormente el "Reina Sudamericana 1992". También se coloca como segunda finalista en el Miss Mundo 1992 y obtiene el puesto "Miss Mundo de Las Américas". Actualmente reside en San Antonio del Táchira donde administra su empresa "Plástico Los Andes".

## Miss Venezuela
Participó en 1992 como "Miss Bolívar" (a pesar de ser oriunda de la ciudad de Maturín estado de Monagas), en el concurso de belleza Miss Venezuela, obteniendo al final el título de "Miss World Venezuela". El concurso fue ganado por la gran favorita Milka Chulina de Aragua y posterior segunda finalista del Miss Universo 1993.

## Reina Sudamericana
Antes de viajar a Sudáfrica para el Miss Mundo, participó en el "Reina Sudamericana 1992" (ahora conocido como Reina Hispanoamericana, que tuvo lugar en la ciudad de Santa Cruz de la Sierra, Bolivia, el 8 de noviembre de 1992, donde se convirtió en la ganadora, dándole a Venezuela su primera corona en este certamén.

## Miss Mundo 1992
Como representante oficial de Venezuela en el Miss Mundo 1992 celebrado en la ciudad de Sun City, Sudáfrica, el 12 de diciembre de 1992, se convirtió en Miss Mundo de Las Américas y obtuvo la posición de "Segunda Finalista", el certamen fue ganado por Julia Kourotchkina de Rusia, la gran sorpresa de la noche.
| Predecesor: Ninibeth Leal  | Miss World Venezuela Miss World Venezuela 1992 | Sucesor: Mónica Lei        |
| Predecesor: Patricia Godói | Reina Sudamericana 1992                        | Sucesor: Paola Vintimillas |
| Predecesor: Ninibeth Leal  | Miss Mundo de Las Américas 1992                | Sucesor: Mónica Lei        |

- Datos: Q3750925